# Schizidium perplexum
Schizidium perplexum är en kräftdjursart som först beskrevs av Albert Vandel1957.  Schizidium perplexum ingår i släktet Schizidium och familjen klotgråsuggor. Inga underarter finns listade i Catalogue of Life.